# 普里萊普市鎮

普里莱普市镇在北马其顿的位置

普里莱普市镇是北馬其頓的一個市镇，行政中心为普里莱普，属于佩拉戈尼亚统计区，總面積1,194.44平方公里，2002年人口76,768。
該市镇北鄰查什卡市镇和多尔内尼市镇，東接卡瓦達爾齊市鎮，西毗克里沃加什塔尼市镇、莫吉拉市鎮和诺瓦齐市镇，南臨希臘。

## 外部連結
- 官方网站  （馬其頓文）